# UTC+14

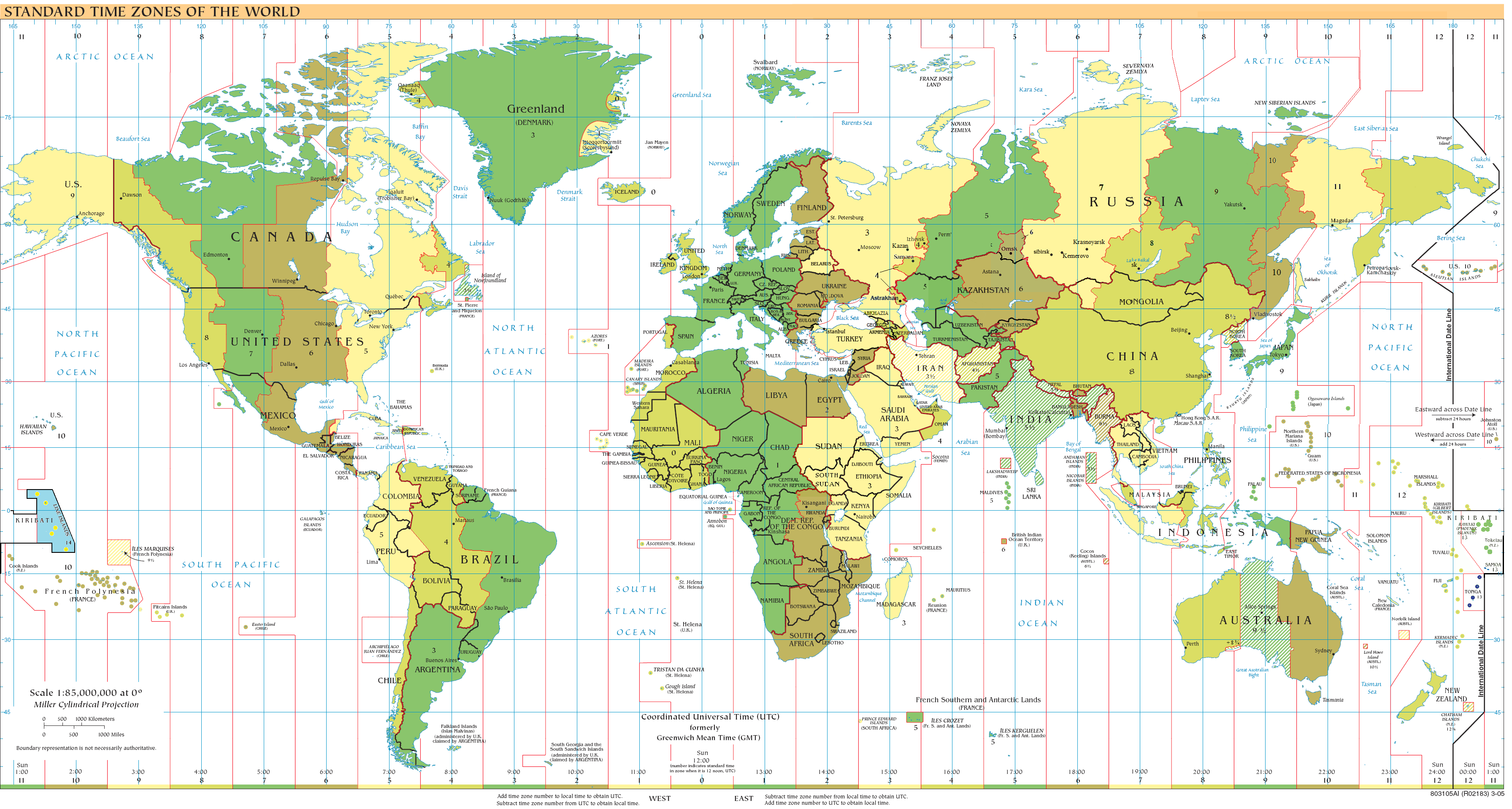
UTC+14: 青-12月前後に適用、橙-6月前後に適用、黄-通年適用、水色-海域

UTC+14とは、協定世界時を14時間進ませた標準時である。
国際日付変更線のすぐ西にあり、世界で最も東の標準時である。経度180度よりも20から30度ほど東にある。そのため地球上で最も早く新しい1日が始まる。
UTC-10（ハワイなど）と同時間であるが、1日早く進んでいる。

## 該当地域

### 標準時（通年）
- キリバス
  - ライン諸島 - キリスィマスィ島（クリスマス島）、カロリン島（ミレニアム島）を含む

## 歴史
イギリスの植民地であった頃、キリバスはギルバート諸島を中心とした、旧日付変更線の西側のみであった。1979年の独立の際、新たに生まれた共和国は米国からフェニックス諸島とライン諸島を獲得すると同国を日付変更線がまたぐ形となった。政府機関が平日に東西で同時に仕事をしようとすると、週に4日しか行うことができなかった。そこでキリバスは1995年より、東部の日付を変更することにし、UTC-11 および UTC-10 をそれぞれ UTC+13・UTC+14 とした。これ以前には UTC+14 の標準時間帯は存在せず、この時初めて誕生することになった。この結果、日付変更線は同国を迂回して東に張り出す形となった。なお、世界で最も早く日付が変わることで知られるカロリン島（ミレニアム島）も、この時に変更されたものである。
トンガは1999年から2002年まで夏時間を UTC+14 で行った。2016年11月6日より、夏時間を再開したが、2017年に廃止した。
サモアでは2010年から2021年まで夏時間を実施していたが、夏時間中の2011年12月29日末、夏時間を UTC-10 から UTC+14 （標準時は UTC-11 から UTC+13 ）に変更した。